# عراك تشوشل

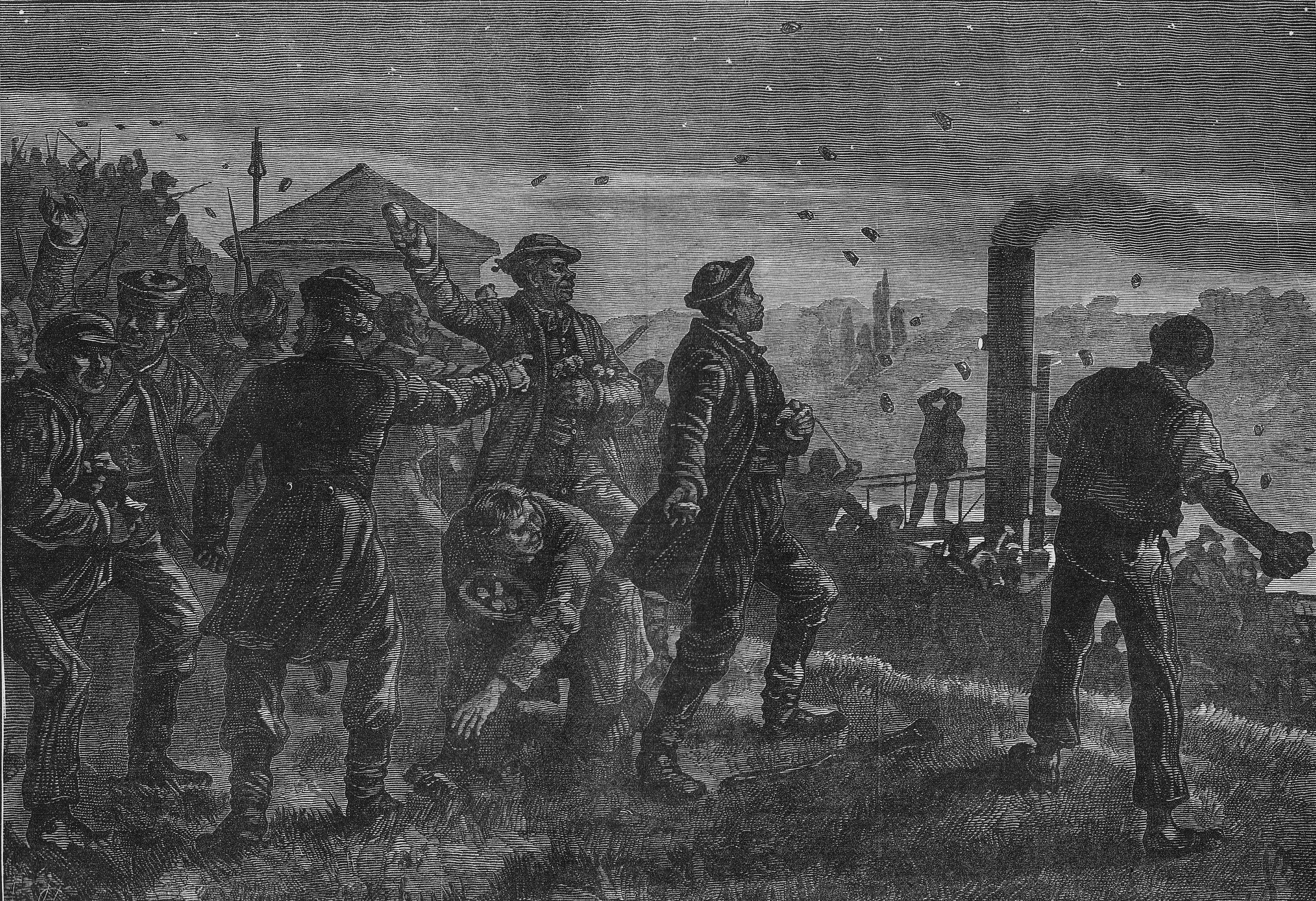

عراك تشوشل: هو شجار طلابي حدث في مطعم تشوشل بتاريخ 29/حزيران/1881، ونتج عنه إصابة العديد منهم بجروح، وكانت بين مجموعة طلابية من التشيك ومجموعة طلابية من الألمان الشوفينيون في القرن التاسع عشر، تحديداً قبل تقسيم جامعة تشارلز فرديناد إلى جامعتين؛ الأولى جامعة تشارلز فرديناد التشيكية والثانية جامعة تشارلز فرديناد الألمانية وذلك في عام 1882.